# Osterley (Metropolitano de Londres)
Osterley (/ˈɒstərli/ OST-ər-lee) é uma estação do Metrô de Londres em Osterley, no oeste de Londres. A estação fica no ramal de Heathrow da linha Piccadilly, entre Boston Manor e Hounslow East. A estação está localizada na Great West Road (A4), perto do Osterley Park, propriedade do Fundo Nacional. Está na Zona 4 do Travelcard.

## História
A estação de Osterley foi inaugurada em 25 de março de 1934. Uma estação em Osterley foi inaugurada em 1883 em Osterley & Spring Grove, localizada a cerca de 300 m a leste na Thornbury Road. Em junho de 1931, foi decidido mudar a estação para o oeste, para um local adjacente à nova Great West Road, inaugurada em 1925. Após a abertura, a estação Osterley & Spring Grove foi fechada, embora o prédio da estação permanecesse.
Projetada no estilo europeu moderno usado em outras partes da linha Piccadilly por Charles Holden, a estação foi projetada pelo arquiteto Stanley Heaps seguindo um plano preliminar de Holden. O projeto usa tijolo, concreto armado e grandes áreas de vidro. A estação também possui uma torre de tijolos encimada por um "obelisco" de concreto, possivelmente inspirado no Edifício De Telegraaf em Amsterdã, que Holden visitou como parte de uma viagem de estudos à Holanda. O executivo-chefe da London Transport, Frank Pick, sentiu que as estações projetadas por outros que seguiam o estilo de Holden careciam de atenção aos detalhes - com Pick as apelidando de 'Holdenesque'. A estação foi premiada com o status de edifício listado em 1987, no Grau II.  A estação de Osterley substituiu uma estação anterior, "Osterley & Spring Grove", localizada a cerca de 300 m a leste em Thornbury Road, que foi fechada quando Osterley foi inaugurada. Os antigos edifícios e plataformas da estação permanecem.

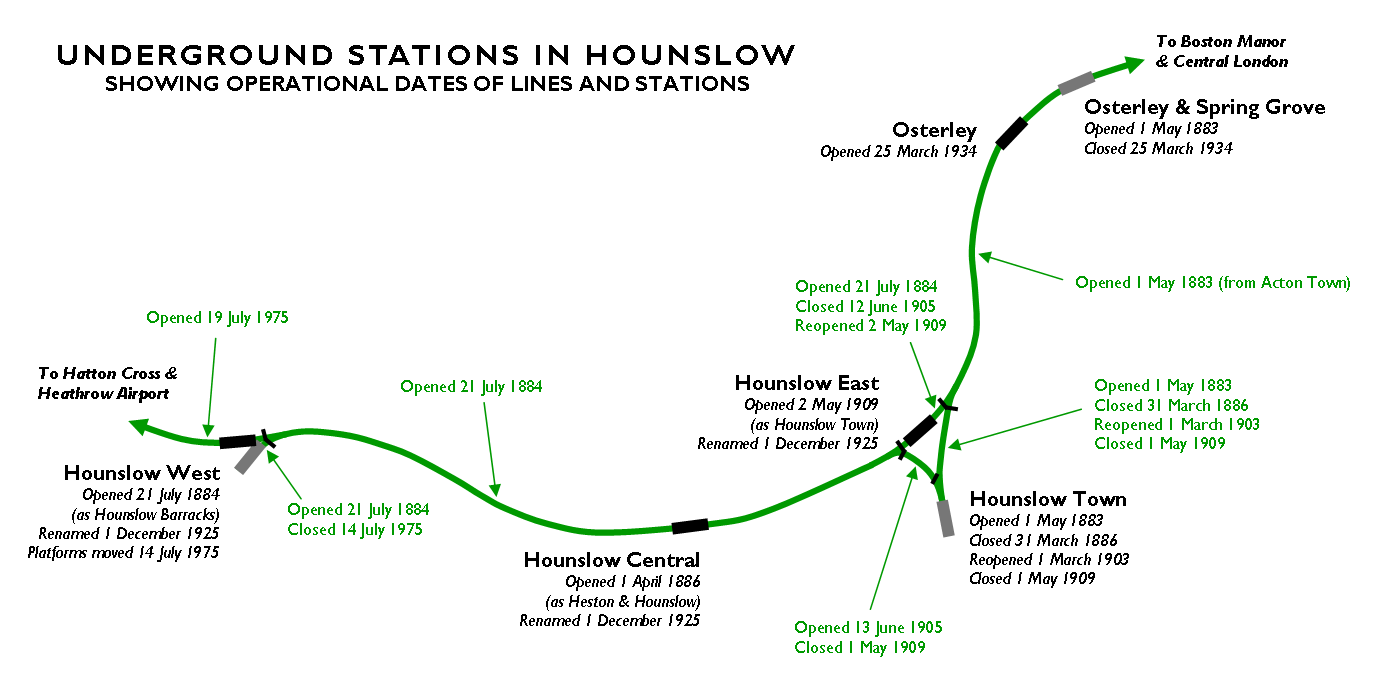
Mapa exibindo as datas de operação das linhas e estações em Hounslow

A estação foi servida desde sua inauguração por trens das linhas District e Piccadilly, embora os serviços da linha District tenham sido retirados em 9 de outubro de 1964.

### Acesso sem etapas
Em 2009, devido a restrições financeiras, a Transport for London decidiu interromper o trabalho em um projeto para fornecer acesso sem degraus em Osterley, alegando que era uma estação relativamente silenciosa e a uma ou duas paradas de uma estação sem degraus existente. Hounslow East, onde o acesso sem degraus está disponível desde 2005.
Em 2017, a TfL anunciou que a estação Osterley receberia financiamento para acesso sem degraus, com o trabalho começando em 2018. Em outubro de 2021, Osterley se tornou a 89ª estação de metrô sem degraus, após a conclusão das obras na estação para instalação de dois elevadores.

## Conexões
- A rota de ônibus de Londres H91 serve a estação.
- Osterley é a estação de metrô mais próxima dos escritórios da Sky perto de Gillette Corner. A Sky opera um serviço de ônibus particular de e para a estação a cada 15 minutos durante o horário comercial estendido para visitantes e funcionários.[14]